# Colin Kelly
Pour les articles homonymes, voir Kelly.
Colin Purdie Kelly Jr. (né le 11 juillet 1915 à Madison et mort 10 décembre 1941) est un pilote de bombardier américain.
Lors de la Seconde Guerre mondiale, pilote de Boeing B-17 Flying Fortress, il effectue des bombardements contre la marine impériale japonaise dans les premiers jours après l'attaque de Pearl Harbor.
Il est connu pour sa bravoure, trouvant la mort aux Philippines dans son avion endommagé au combat après ayant ordonné à son équipage de le quitter. Il est le premier pilote américain de B-17 à être tué au combat et reçu de nombreux honneurs posthumes.